# بایه د سدانو
بایه د سدانو (به اسپانیایی: Valle de Sedano) یک شهرستان در اسپانیا است که در استان بورگس واقع شده‌است.

## خصوصیات
بایه د سدانو ۲۶۴ کیلومترمربع مساحت و ۵۴۱ نفر جمعیت دارد.